# Pigeon Tambour
Les Pigeons Tambours sont un groupe de races de pigeons domestiques reconnues par la Commission européenne des standards pigeons (CESP).

## Présentation
Les races appartenant à ce groupe sont nommées « tambour » en raison de leurs vocalisations uniques. Le roucoulement ressemble aux roulements d'un tambour. Son nom anglais est trumpeter pigeon, littéralement « pigeon trompette ». Mais certaines races présentent d'autres types de vocalisations. Ainsi les roucoulements du Tambour d'Arabie sont plus proche du rire que d'un tambour ; il est pour cela également appelé Rieur du Soudan. Le Tambour de Boukharie était aussi appelé « Tambour glou glou » car son roucoulement répète ces deux syllabes,.
D'après Darwin, l'origine de ces pigeons est ancienne puisque de tels oiseaux sont déjà mentionnés en 1600 et ils auraient une origine arabe.
Dans les anciens ouvrages, ils sont également cités sous le nom latin de Columba tympanisans.

## Races en Europe
En 2023, quatorze races sont officiellement recensées dans ce groupe par l'Entente européenne d'aviculture et de cuniculture :
- Tambour Allemand à coquille et visière (D/0502)
- Tambour Allemand à queue fourchue (D/0509)
- Tambour Allemand à simple visière (D/0503)
- Tambour Anglais (CESP/0508)
- Tambour d'Altenbourg (D/0513)
- Tambour d'Arabie ou Rieur du Soudan (D/0514)
- Tambour de Bernbourg (D/0504)
- Tambour de Bohême (CZ/0516)
- Tambour de Boukharie (GB/0501)
- Tambour de Dresde (D/0505)
- Tambour de Franconie (D/0512)
- Tambour de Harzbourg (D/0506)
- Tambour de Schmölln (D/0511)
- Tambour de Vogtland (D/0507)

L'essentiel de ces races sont d'origine allemande et leur standard est géré par l'Allemagne (D). Le standard de celui de Bohême est géré par la République Tchèque (CZ), le Boukharie par la Grande-Bretagne (GB) et l'Anglais, race américaine, par la Commission européenne (CESP).

## Galerie

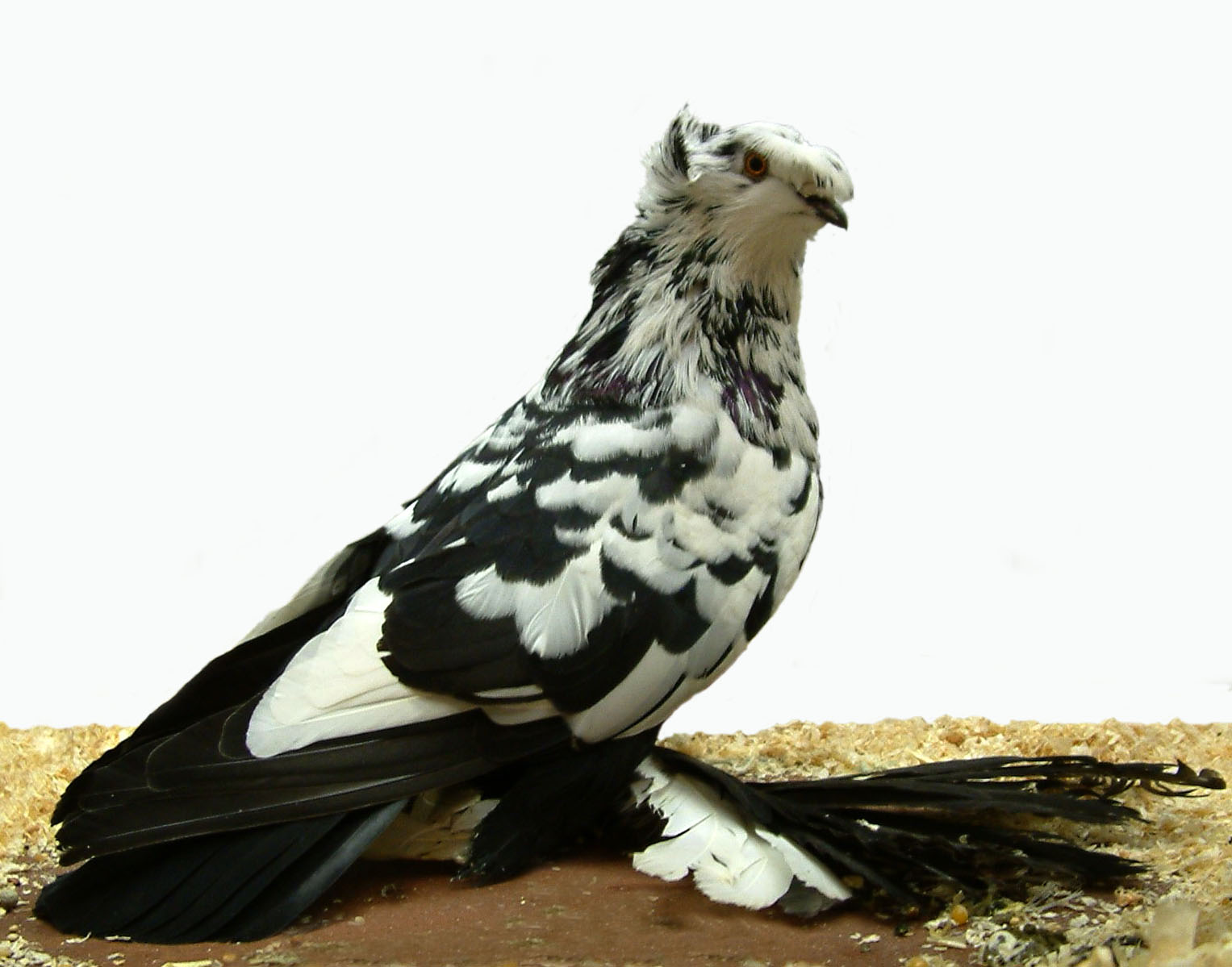
Tambour Allemand à coquille et visière.
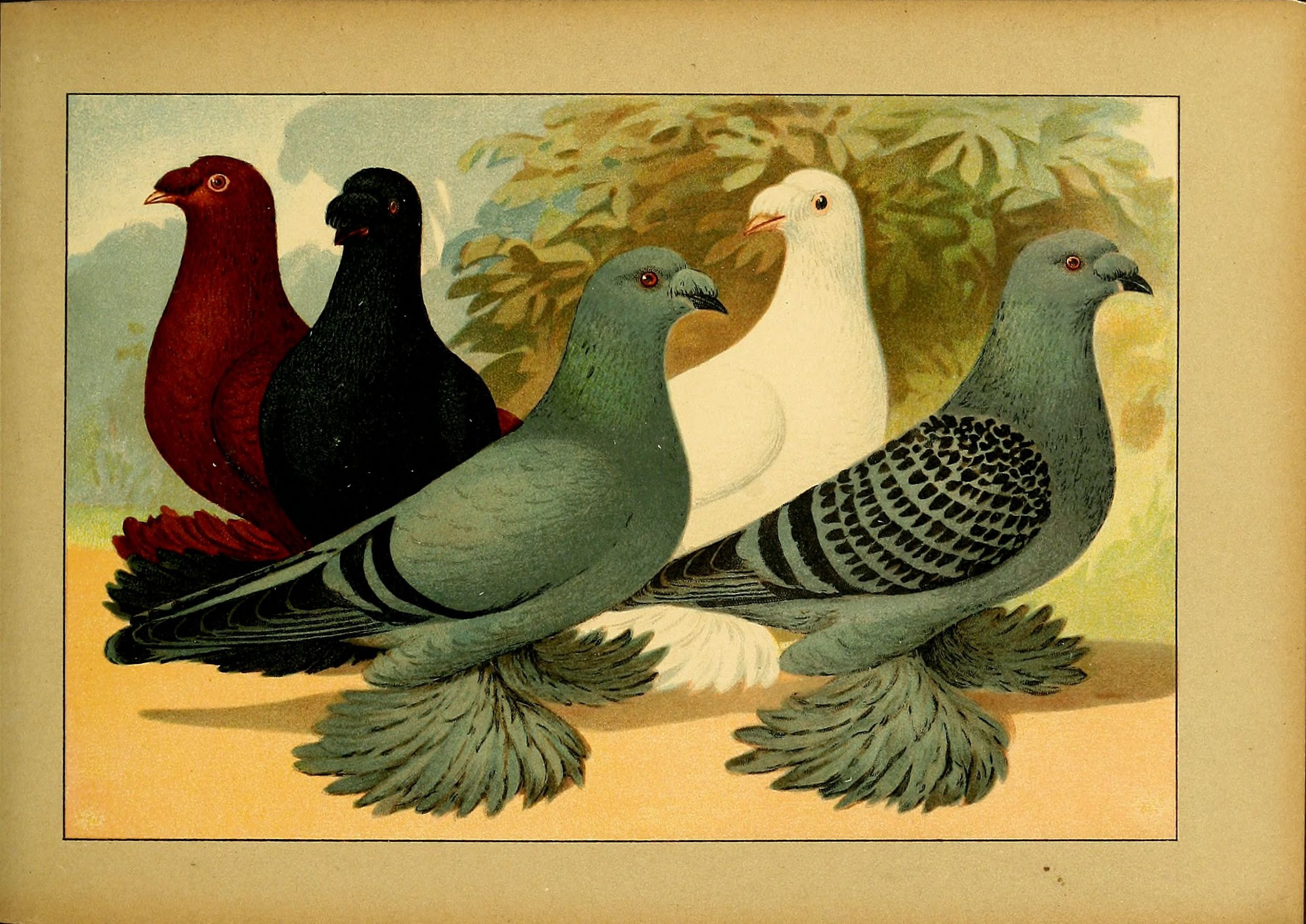
Tambour Allemand à simple visière.
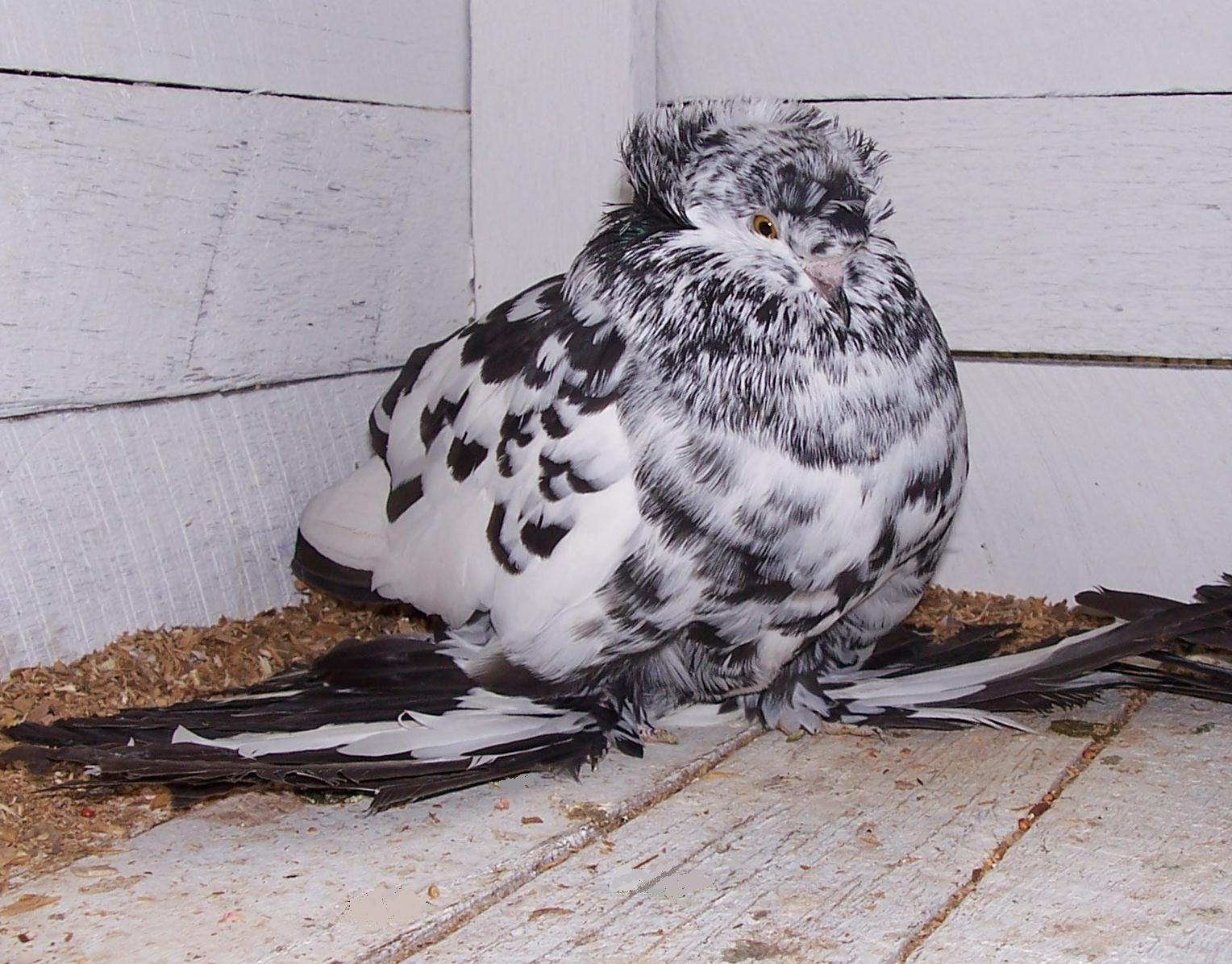
Tambour Anglais.
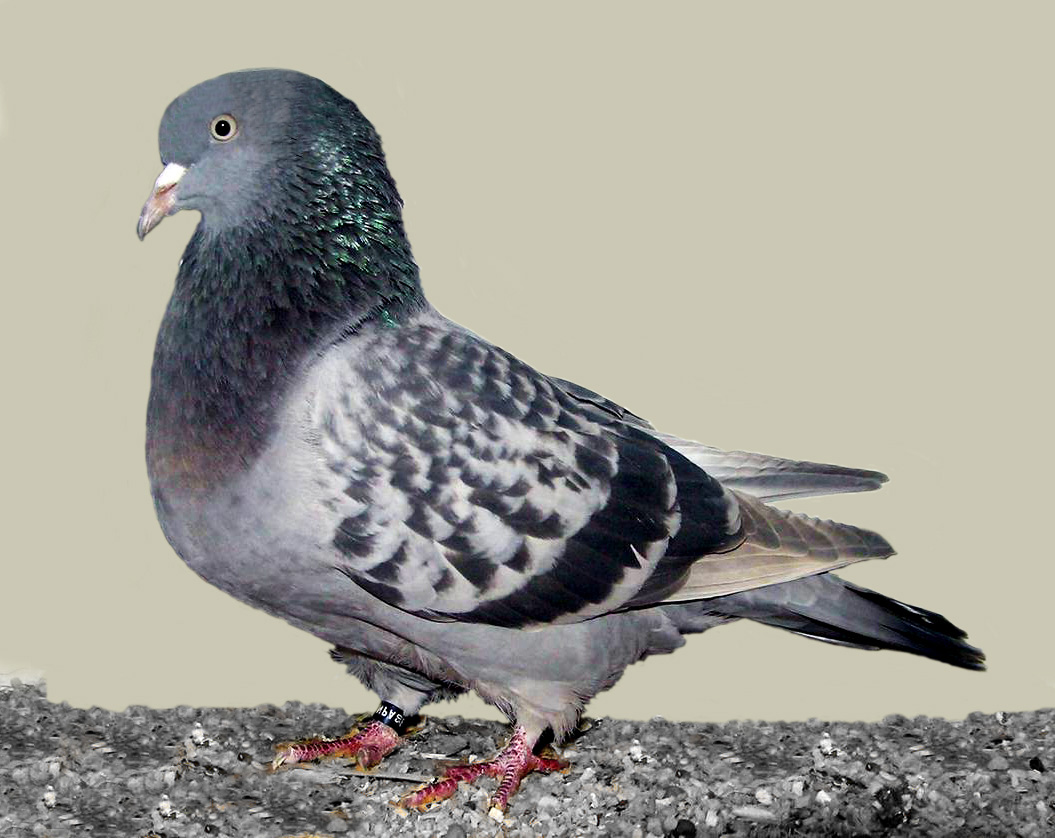
Tambour d'Altenbourg.
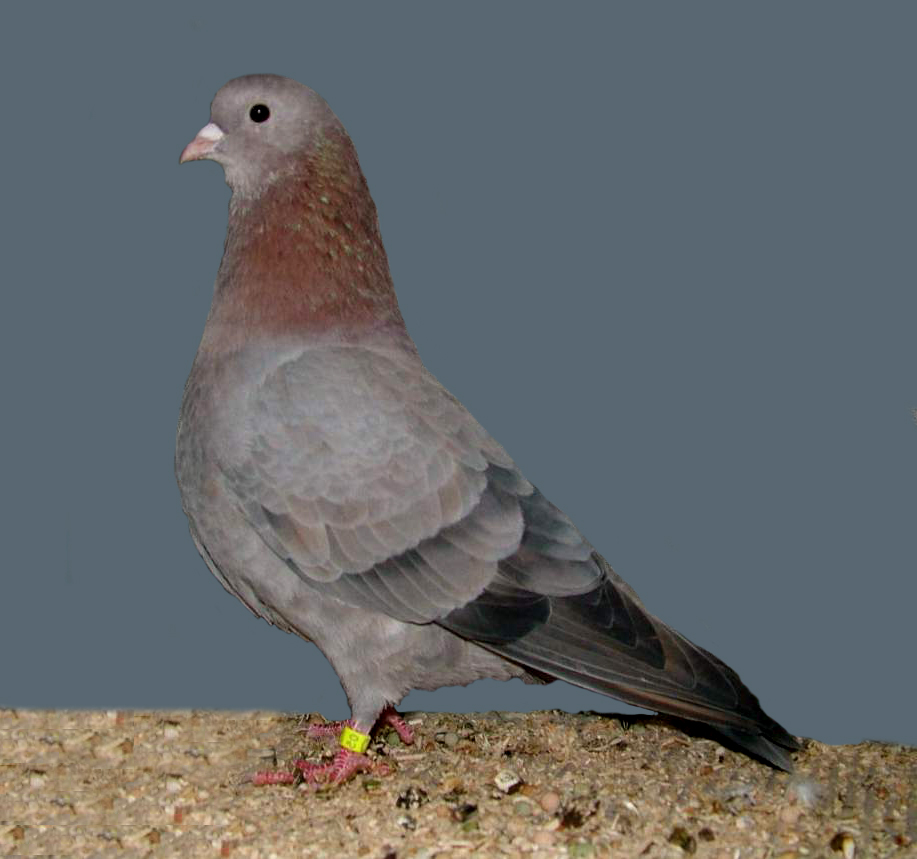
Tambour d'Arabie
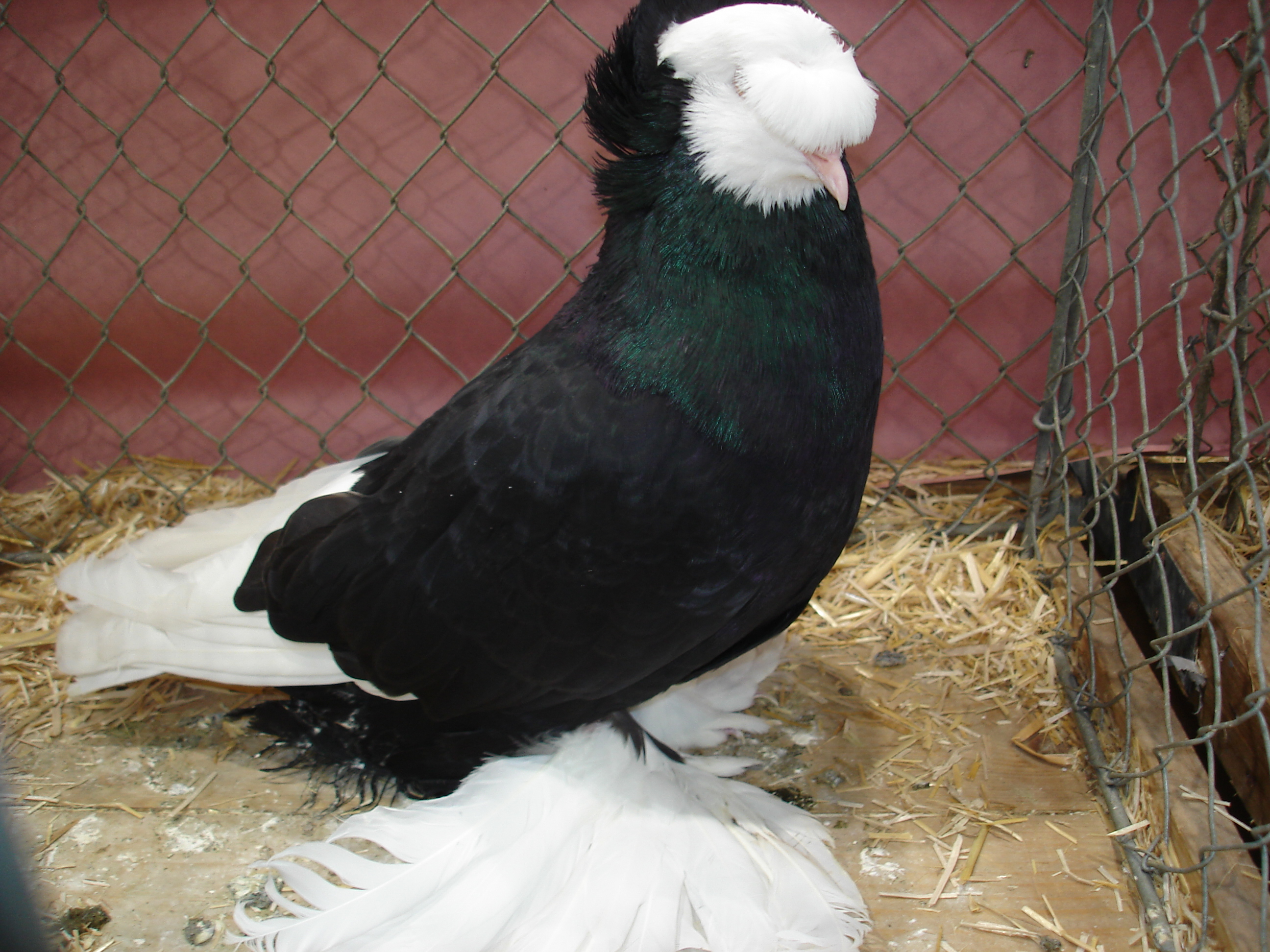
Tambour de Bernbourg.
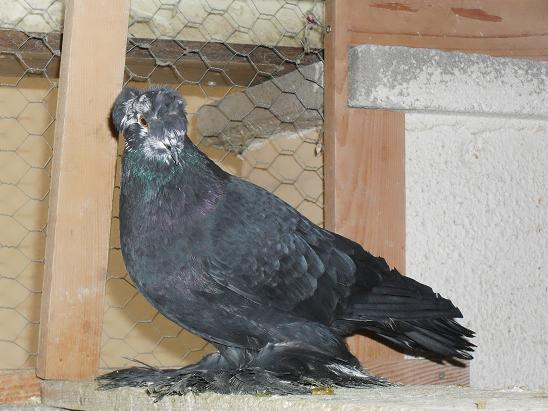
Tambour de Bohême.
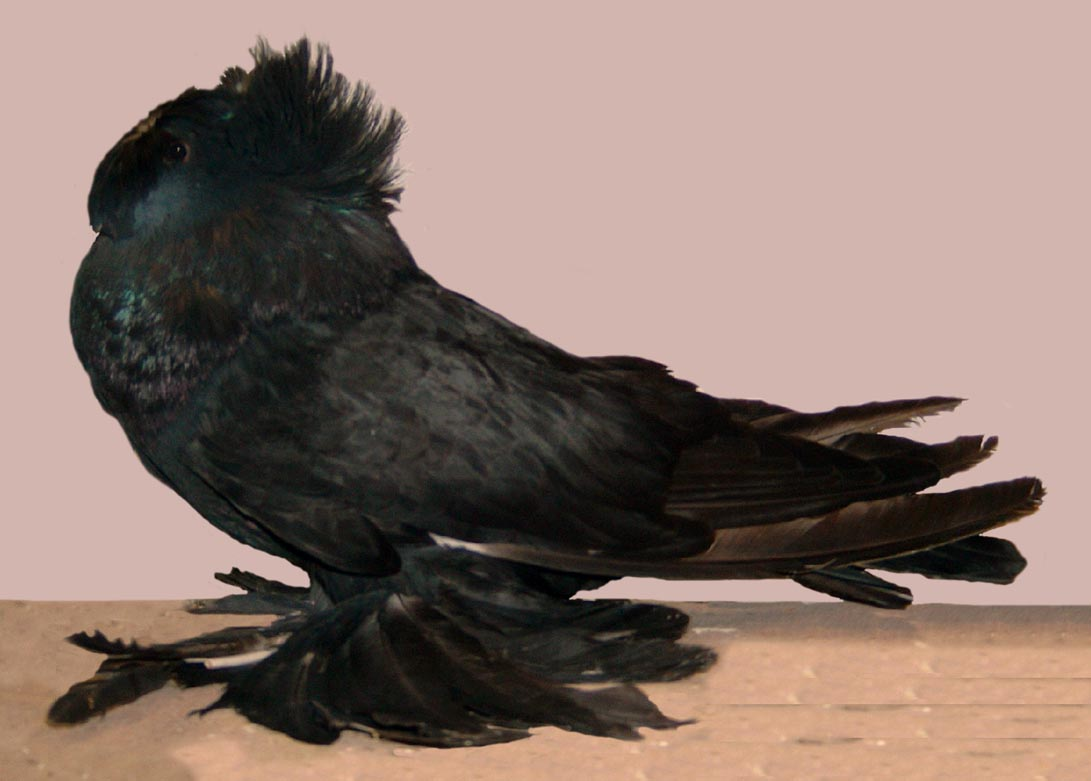
Tambour de Boukharie.
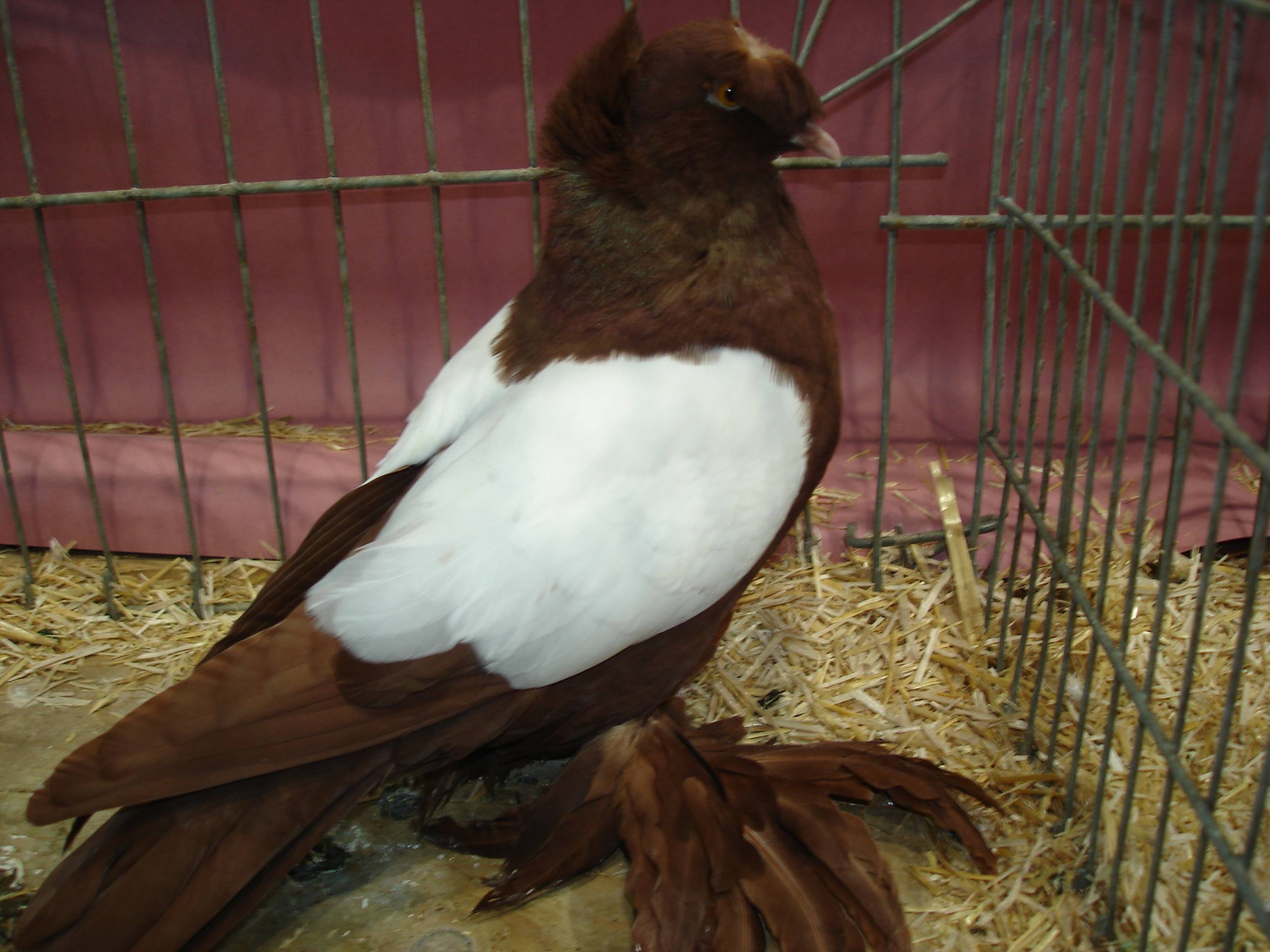
Tambour de Dresde.
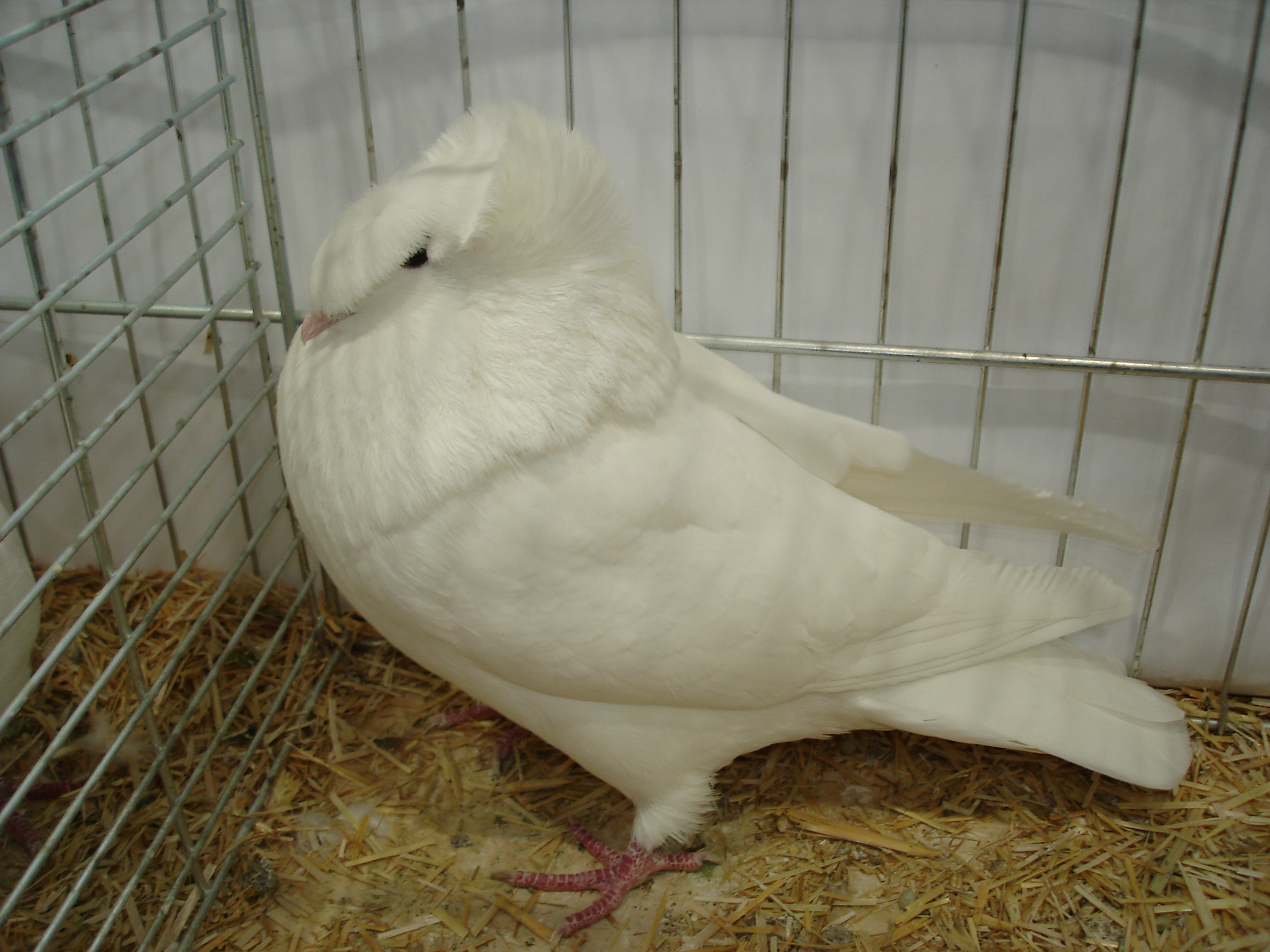
Tambour de Franconie.
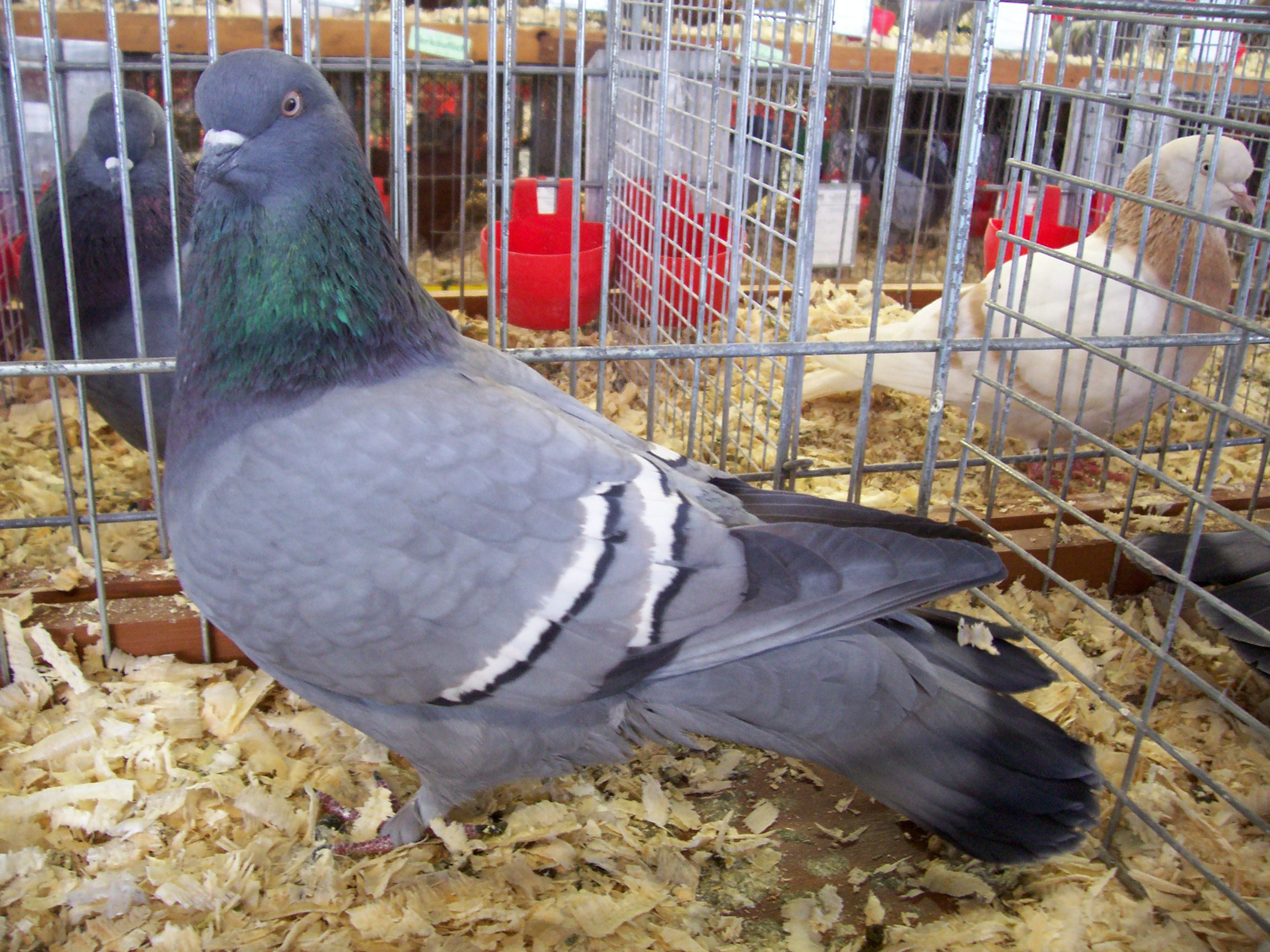
Tambour de Schmölln.
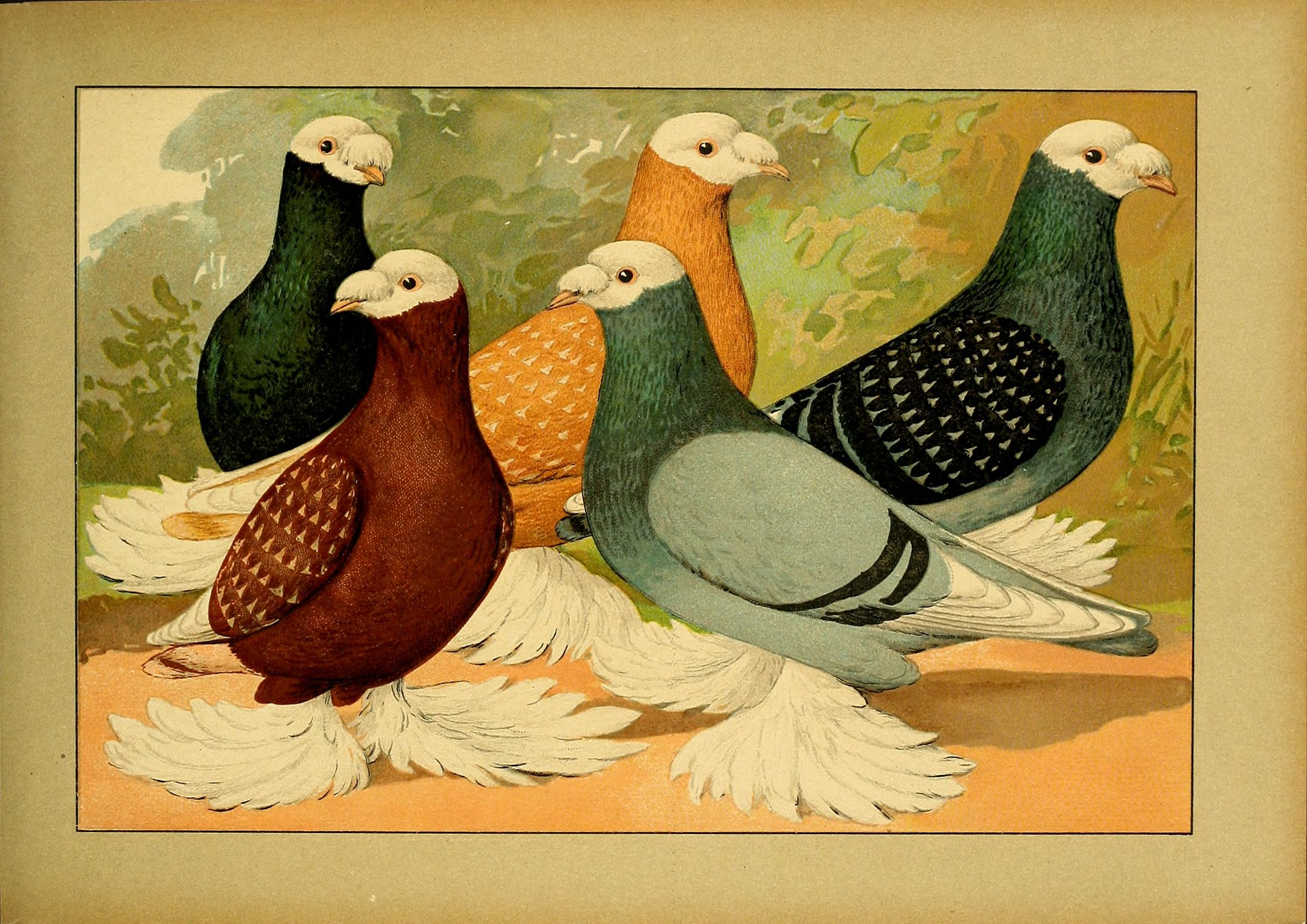
Tambour de Vogtland.